# Марко Цепенков
Марко Костов Цепенков е български писател и фолклорист, народен будител, борец за църковни свободи на българите от Македония.

## Биография
Роден е през 1829 година в Прилеп. Син е на Коста М. Цепенков и втората му жена, която била от Крушево. По бащина линия и дядо му, и баба му, и баща му са големи песнопойци, знаещи многобройни песни. Марко притежава дарбата на баща си да съхранява в паметта си и да възпроизвежда разказаното или чутото съвършено точно. Има голям стремеж към учението, в родния си град учи при Анджи Костадин Дингуле, а после в Струга при Наум Хаджов, на гръцки. Поради бедността трябва да се заеме със занаят и става терзия, но се самообразова, усвоява книжовно български, гръцки и турски език. Отворил свой дюкян, той вика децата да разказват какво ги учи даскалът, а страстта му към книжовността го свързва с местната учителска общност.
Важна е срещата му с Димитър Миладинов (1856 – 1857), който отива при баща му да записва песни. На бащиния му въпрос защо ги събира Миладинов отговаря: „за да останат да се пеат некоаш“ и Марко Цепенков също се отдава на дело да съхрани през годините древното, наследеното. Започва активно да събира фолклорни текстове и получава поощрението на Кузман Шапкарев и местната интелигенция. Участва и в борбата срещу гръцкото духовенство.
Когато разбира, че Министерството на народното просвещение на България е оповестило програма за издаването на народни умотворения, той се отправя към София и се свързва с професор Иван Шишманов, на когото предоставя материалите си. През 1889 година Министерството започва да издава „Сборник за народни умотворения, наука и книжнина“ и още в първия брой са публикувани събрани от Марко Цепенков народни песни, тъжачки, вярвания и прокоби, приказки, легенди, детски игри и т.н. Професор Шишманов го съветва да се върне в Прилеп и да разшири сбирката си с описания на обичаи, занаяти, предания, тайни говори и други. Цепенков се преселва окончателно със семейството си през 1888 година в София. Там той се препитава с различни дейности: отваря дюкян за продажба на тютюн, работи като служител в общината, като администратор в печатницата на братя Спиркови. През 1917 година подписва Мемоара на българи от Македония от 27 декември 1917 година.
До 1900 година обнародва в „Сборник за народни умотворения, наука и книжнина“ 269 приказки и предания, 85 песни, 389 вярвания и прокоби, над 200 сънища с тълкуванията им, 46 баения, 12 басни, 8 обичая и обреда, 3727 пословици и поговорки, 100 гатанки, 20 скоропоговорки и 67 детски игри. По неокончателни данни е публикувал или оставил в архиви повече от 600 приказки и над 6000 пословици и характерни изрази, поговорки, десетки предания, песни, игри и т.н.
Автор е на стихотворения и песни, на драмата „Църне войвода“. За историята на българската литература особено важна е неговата автобиография, написана през 1896 година по поръка на Иван Шишманов, в която ясно той заява, че е българин, въпреки че в Северна Македония Марко Цепенков се смята за македонски писател.
Марко Цепенков завършва автобиографията си с поглед към своето дело и своя народ:
| Смили се ти, о Господи, виделото поврати ми на моите две мили очи! Дай ми здравйе, изцели ме, за да гледам како напре, да допишам приказните, приказните и песните и многуте друзи збурки, що сум збирал от годинье, како шчо берат пчелите | мед и восок по горите и го носат в кошарите; сите да ‘и напечатам, вечен спомен да оставам на мой мили народ бугарски - да ‘и пеи и ми вели: „Бог да прости деда Марка шчо ‘и пишал тия нешча на нашите предедои и за сега да се знаи!“ |

На 21 ноември 1905 година Марко Цепенков изпраща писмо до XIII обикновено народно събрание, в което описва своите заслуги за България и моли за пенсия:
| „ | Господа Народни Прѣставители! Неумѣстно е да подсказва човѣкъ принесенитѣ заслуги на своето отечество и да иска за тѣхъ материялно възнаграждение; нъ тъй като при много случаи, нуждата е принуждавала и най-голѣмитѣ патриоти, да се обърщатъ, за лепта и помощь към Почитаемото правителство на този народъ, на който сматрятъ, че ся принесли известни заслуги, то и азъ като считамъ да съм направилъ некои от тѣхъ и проникнътъ на време отъ всенароднитѣ интереси, за възбуждание националния духъ на заблуденото българско население на нашия край, отъ вѣрломното гърцко духовенство, което подпомагано и улеснявано отъ турскитѣ власти, действуваше произволно, за убиванието на народния ни идеялъ и унищожаванието народностьта, азъ обаче не можяхъ да стоя хладнокървенъ и пасивенъ зритель на възмутителни и нетърпими убиствени гърцкокозни и домогвания. Затова напуснах окончателно частнитѣ си работи и рѣшихъ, да дѣйствувамъ до край, за избавението отъ Гърцкото духовенство на българското население въ нашия край, и съ рискъ на животътъ си ратувахъ за постижение на тая цѣль... | “ |

В архива на Цепенков е запазен документ от 1917 година със следната характеристика, писана най-вероятно от самия него:
| „ | М. К. Цепенков от гр. Прилеп, 88-годишен старец, български книжар в Прилеп през 1862 г., зимал живо участие в борбата по църковния въпрос, известен в българската литература като фолклорист-събирач на български народни песни, приказки, пословици и др. от гр. Прилеп и околията. | “ |

- Писмо до Народното събрание от 1905 година

## Памет
На Марко Цепенков е наречена улица в квартал „Малинова долина“ в София (Карта).